# 防城曲腹蛛
防城曲腹蛛（学名：Cyrtarachne fangchengensis）为园蛛科曲腹蛛属的动物。在中国大陆，分布于广西等地，常栖息于茶园。该物种的模式产地在广西。